# IEEE 1284
Interfejs IEEE 1284 – nazwa standardu dla dwukierunkowego interfejsu komunikacyjnego używanego głównie w komputerach osobistych. IEEE 1284 jest wykorzystywany głównie do podłączenia urządzeń peryferyjnych: drukarki, skanery, plotery. Został opracowany w 1994 r. przez konsorcjum Network Printing Alliance jako standard zapewniający wsteczną kompatybilność z używanym od lat 70. jednokierunkowym portem Centronics. Zwany jest też portem LPT lub portem równoległym (błędne uproszczenie wynikające z faktu, iż zwykle jest jedynym portem równoległym wyprowadzonym na zewnątrz komputera PC).

## Budowa
Magistrala tego interfejsu składa się z: 8 linii danych, 4 linii sterujących i 5 linii statusu. Nie zawiera linii zasilających. Linie magistrali są dwukierunkowe (w standardzie Centronics jednokierunkowe), poziomy sygnałów na liniach odpowiadają poziomom TTL. Interfejs IEEE 1284 zapewnia transmisję na odległość do 5 metrów, jeśli przewody sygnałowe są skręcane z przewodami masy, w przeciwnym przypadku na odległość do 2 metrów. Transmisja danych odbywa się z potwierdzeniem, z maksymalną prędkością ok. 3 MB/s. IEEE 1284 nie oferuje funkcji hot plug, odłączenie przewodu od portu przy włączonym zasilaniu w niektórych przypadkach spowoduje uszkodzenie układu odpowiedzialnego za transmisję równoległą.

## Tryby pracy

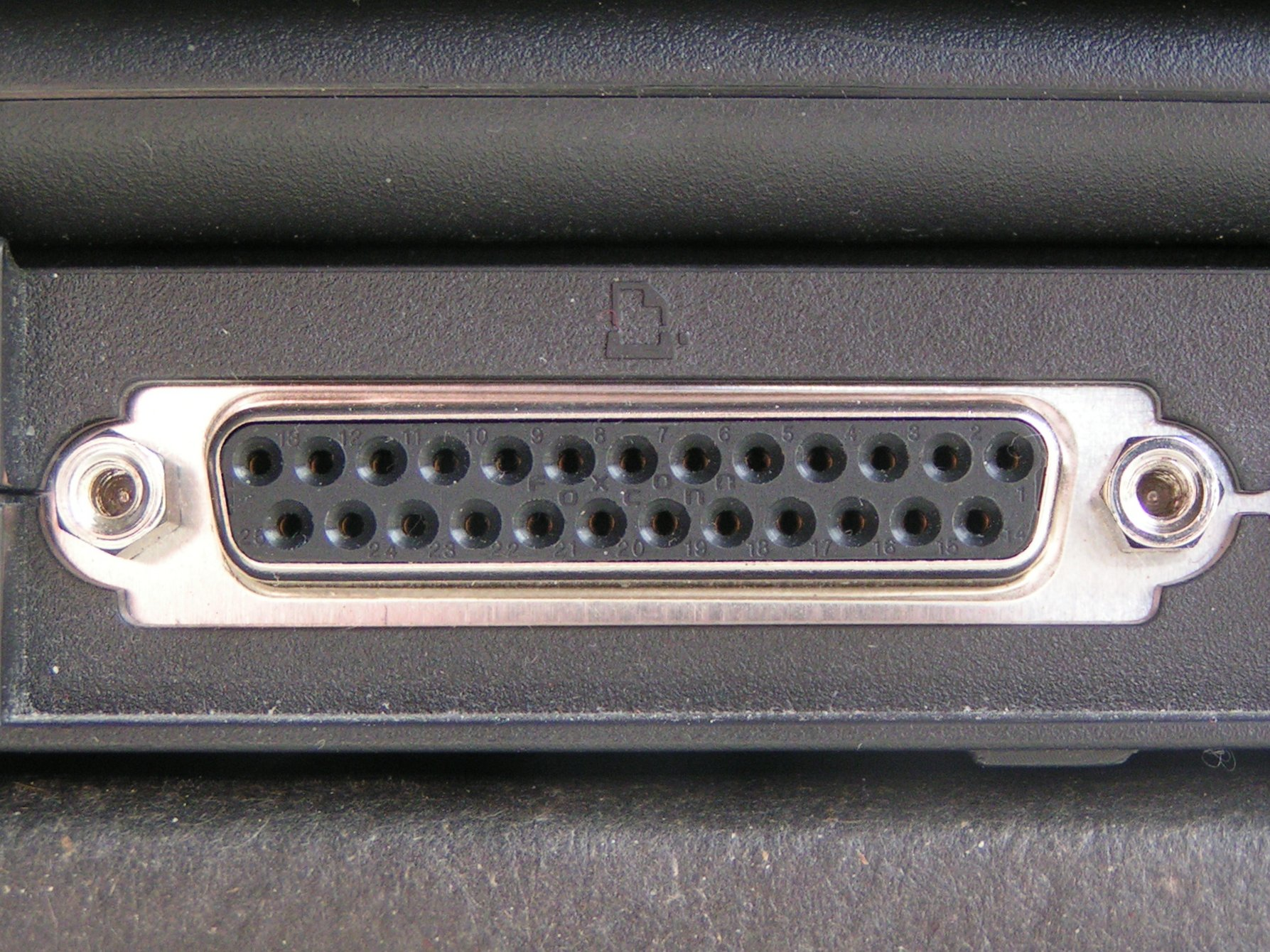
Port równoległy w laptopie Compaq N150

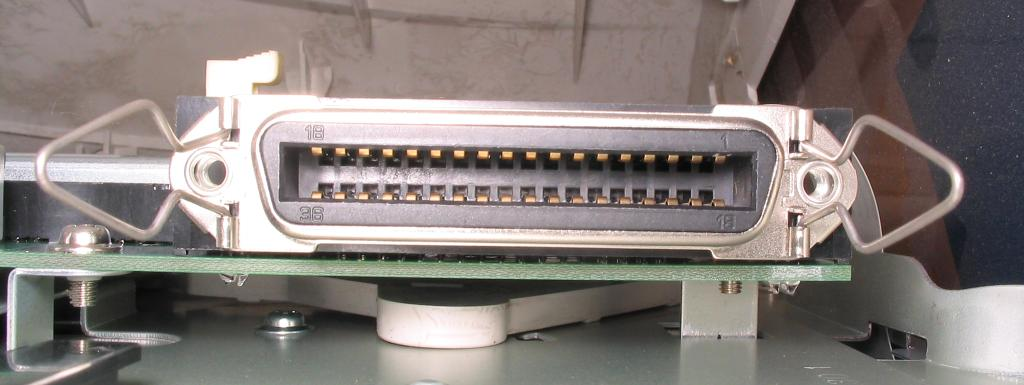
Port równoległy Centronics 36-pinowy w drukarce

W standardzie IEEE 1284 zdefiniowano następujące protokoły transmisji danych:
- SPP (ang. Standard Parallel Port, znany też pod nazwą Compatibility Mode) – tryb kompatybilności ze złączem Centronics z możliwością transmisji jednokierunkowej. Port zapewnia najniższy transfer (50 kB/s). Wadą jest obsługa poprzez przerwania, co jest utrudnione w systemach wielozadaniowych.
- Nibble Mode – tryb półbajtowy (czterobitowy), przy transmisji z urządzenia zewnętrznego po liniach statusu. Prędkość transmisji nie przekracza 50 kb/s. Odpowiednik portu Bi-tronics wprowadzonego przez Hewlett-Packard.
- Byte Mode – tryb bajtowy (ośmiobitowy), nazywany też Bi-Directional, choć praktycznie tylko SPP nie obsługuje transmisji dwukierunkowej. Działa w trybie half duplex przesyłając 8 bitów danych naraz w jednym lub w drugim kierunku, po tych samych liniach transmisyjnych.
- EPP (ang. Enhanced Parallel Port) – najczęściej stosowany tryb. Brak tutaj kanału DMA. Handshake realizowany jest sprzętowo, co umożliwia działanie w systemie wielozadaniowym (po wywłaszczeniu procesu transmisja nadal trwa) oraz znacznie ułatwia pracę programistów.
- ECP (ang. Extended Capability Port) – port używa DMA i oferuje najwyższe prędkości (do 3 MB/s). Wykorzystywane są bufory FIFO.

## Złącza i kable
IEEE 1284 definiuje kilka standardów jakości okablowania oraz trzy typy złączy:
- Typ A: DB-25 25-pinowe do podłączenia hosta.
- Typ B: Micro Ribbon znane jako Centronics 36-pinowe do podłączenia urządzeń peryferyjnych.
- Typ C: Mini-Centronics 36-pinowe, który jest mniejszą alternatywą złącza typu B.

Zdefiniowano również dwa rodzaje kabli:
- IEEE 1284-I: używa złącza IEEE 1284-A i IEEE 1284-B.
- IEEE 1284-II: używa złącza IEEE 1284-C.

Zgodnie ze specyfikacją Daisy Chain standardu IEEE 1284 można podłączyć do 8 urządzeń do pojedynczego portu równoległego, tworząc swego rodzaju łańcuch. Wymogiem zastosowania łańcuchowania jest posiadanie przez urządzenia 2 portów równoległych – wejściowego i wyjściowego.

## Zastosowania

Oznaczenia pinów gniazda LPT od strony komputera

Najważniejszym (historycznie) zastosowaniem portu równoległego była komunikacja z urządzeniami wymagającymi przesyłu dużych ilości danych z komputera do urządzenia. Dzięki dużej prędkości transferu świetnie nadawał się do podłączania drukarek i skanerów oraz pamięci masowych. Jednak wejście na rynek interfejsów o znacznie lepszych walorach użytkowych, takich jak USB i FireWire spowodowało, że port ten jest coraz rzadziej stosowany.
Istnieją adaptery tego portu pozwalające podłączyć drukarki mające tylko gniazdo USB. Problem może wystąpić tylko w warstwie programowej - programy muszą komunikować się w formacie akceptowanym przez drukarkę. Niestety wiele współczesnych drukarek nie akceptuje czystego ASCII(co jest podstawową zaletą starszych i pozwalało na drukowanie z wielu starszych programów) i wymaga stosowania specjalnych sterowników(które często ograniczają możliwość dokonywania większej ilości wydruków niż zalecana przez producenta, mimo sprawnego sprzętu - Planowane postarzanie produktu).
Łączenie komputerów za pomocą portu równoległego było popularne w latach dziewięćdziesiątych, gdy sprzęt sieciowy był drogi, program Norton Commander posiadał wbudowaną obsługę transferu plików poprzez port szeregowy i równoległy. Dziś i to zastosowanie odeszło do lamusa za sprawą sieci komputerowych i pamięci masowych USB.
Port równoległy jest często wykorzystywany przez elektroników amatorów. Zadecydowała o tym prostota wykonania urządzeń (port równoległy działa na zasadzie n-bitowej maszyny stanów) oraz prostota tworzenia oprogramowania sterującego (port posiada zestaw rejestrów kontrolnych i sterujących dzięki którym jego programowa obsługa jest wyjątkowo prosta).
Port równoległy pozwala na równoległe wejście 9 bitów lub wyjście 12 bitów w tym samym czasie (łącznie z wykorzystaniem linii przewidzianych jako kontrolne i sterujące).
| Pin (DB25)    | Kierunek | Pin (Cent)       | Przewód (przykłady kolorów) | Nazwa    | Opis angielski  | Opis polski                  |
| ------------- | -------- | ---------------- | --------------------------- | -------- | --------------- | ---------------------------- |
| 1             | ⇒        | 1                | brązowy                     | /STROBE  | strobe          | sygnał strobe'u (istnienia)  |
| 2             | ⇒ ⇐      | 2                | czerwony                    | D0       | data Bit 0      | bit danych 0                 |
| 3             | ⇒ ⇐      | 3                | pomarańczowy                | D1       | data bit 1      | bit danych 1                 |
| 4             | ⇒ ⇐      | 4                | kremowy                     | D2       | data bit 2      | bit danych 2                 |
| 5             | ⇒ ⇐      | 5                | żółty                       | D3       | data bit 3      | bit danych 3                 |
| 6             | ⇒ ⇐      | 6                | zielony                     | D4       | data bit 4      | bit danych 4                 |
| 7             | ⇒ ⇐      | 7                | jasnozielony                | D5       | data bit 5      | bit danych 5                 |
| 8             | ⇒ ⇐      | 8                | niebieski                   | D6       | data bit 6      | bit danych 6                 |
| 9             | ⇒ ⇐      | 9                | fioletowy                   | D7       | data bit 7      | bit danych 7                 |
| 10            | ⇐        | 10               | szary                       | ACK      | acknowledgement | potwierdzenie odbioru danych |
| 11            | ⇐        | 11               | biały                       | /BUSY    | busy            | zajęty (jeszcze nie gotowy)  |
| 12            | ⇐        | 12               | czarny                      | PE       | paper end       | brak papieru                 |
| 13            | ⇐        | 13               | brązowo-biały               | SLCT     | select          | sygnał przyłączenia          |
| 14            | ⇒        | 14               | czerwono-biały              | – AUTOFD | autofeed        | auto wysuw papieru           |
| 15            | ⇐        | 32               | czerwono-czarny             | ERROR    | error           | błąd drukarki                |
| 16            | ⇒        | 31               | pomarańczowo-biały          | /INIT    | initialize      | rozpoczęcie (inicjacja)      |
| 17            | ⇒        | 36               | pomarańczowo-czarny         | – SLCTIN | select in       | drukarka jest gotowa         |
| 18            | ==       | 19-30 16, 17, 33 | różowo-czarny               | GND      | signal ground   | masa sygnału                 |
| 19            | ==       | 19-30 16, 17, 33 | żółto-czarny                | GND      | signal ground   | masa sygnału                 |
| 20            | ==       | 19-30 16, 17, 33 | zielono-biały               | GND      | signal ground   | masa sygnału                 |
| 21            | ==       | 19-30 16, 17, 33 | zielono-czarny              | GND      | signal ground   | masa sygnału                 |
| 22            | ==       | 19-30 16, 17, 33 | niebiesko-biały             | GND      | signal ground   | masa sygnału                 |
| 23            | ==       | 19-30 16, 17, 33 | fioletowo-biały             | GND      | signal ground   | masa sygnału                 |
| 24            | ==       | 19-30 16, 17, 33 | szaro-czarny                | GND      | signal ground   | masa sygnału                 |
| 25            | ==       | 19-30 16, 17, 33 | czarno-szary                | GND      | signal ground   | masa sygnału                 |
| (ekran)       |          | (ekran)          |                             |          | shield (ground) | ekran (masa)                 |
| niepodłączone |          | 15, 18, 34, 35   |                             | NC       |                 | niepodłączone                |

## IBM PC

### Adresy i przerwania
| Nazwa portu | Numer przerwania | Adres rejestru bazowego |
| ----------- | ---------------- | ----------------------- |
| LPT1        | 7                | 0x3bc                   |
| LPT2        | 7                | 0x378                   |
| LPT3        | 5                | 0x278                   |

### Bity i piny dla SPP
| Adres                      |      | MSB |    |    |    |     |    |     | LSB |
| -------------------------- | ---- | --- | -- | -- | -- | --- | -- | --- | --- |
|                            | Bit: | 7   | 6  | 5  | 4  | 3   | 2  | 1   | 0   |
| Baza (Rejestr danych)      | Pin: | 9   | 8  | 7  | 6  | 5   | 4  | 3   | 2   |
| Baza+1 (Rejestr statusu)   | Pin: | ~11 | 10 | 12 | 13 | 15  |    |     |     |
| Baza+2 (Rejestr sterujący) | Pin: |     |    |    |    | ~17 | 16 | ~14 | ~1  |

## Elwro 800 Junior
Może być przykładem starszego interfejsu typu CENTRONICS, trybu kompatybilności(SPP) IEEE 1284. Oznacza to, że zasadniczo jest przeznaczony do transmisji w jednym kierunku. Jedynym pinem zwrotnym do komputera jest sygnał potwierdzenia przyjęcia danej(ACKNLG). Pozostałe to piny wyjściowe z mikrokomputera: 8 danych(DATA), 1 danych wyjściowych stabilnych(STROBE), oraz wybrania drukarki(SLCTIN).